# バトル!ギャラクシー☆ステップ
「バトル!ギャラクシー☆ステップ」は、ギャラクシー渡辺（諏訪部順一）のシングル。2010年5月26日にLantisから発売された。

## 概要
カードゲーム『バトルスピリッツ』を元にしたアニメ『バトルスピリッツ 少年激覇ダン』の第34話から第49話までのエンディングテーマとして使用された（最終話である第50話では、前期エンディングテーマ『君がまってる』が使われた）。
『バトルスピリッツ』のルールや属性の特徴などが歌詞に盛り込まれており、初心者でも聴ける内容となっている。
カップリング曲にはズングリー役の洞内愛が歌うキャラクターソング『バトスピ数え唄～ズンちゃん音頭で戦うどーぃ!～』が収録。

## 収録曲
1. バトル!ギャラクシー☆ステップ
作詞：カリスマ☆銀河 作曲：太田美知彦 編曲：鈴木達也 歌：ギャラクシー渡辺（諏訪部順一）
2. バトスピ数え唄〜ズンちゃん音頭で戦うどーぃ!〜
作詞・作曲・編曲：UZA 歌：ズングリー（洞内愛）
3. バトル!ギャラクシー☆ステップ (Off Vocal)
4. バトスピ数え唄〜ズンちゃん音頭で戦うどーぃ!〜 (Off Vocal)